# Phasmophobia
Phasmophobia è un videogioco horror indie sviluppato e pubblicato da Kinetic Games. Il gioco è stato reso disponibile con accesso anticipato attraverso la piattaforma Steam per Microsoft Windows nel settembre 2020, insieme al supporto per la realtà virtuale. Il gioco ha ricevuto un notevole afflusso di popolarità il mese seguente all'uscita, grazie a diversi streamer popolari su Twitch e YouTuber che hanno giocato prevalentemente durante il periodo di Halloween. Il 15 ottobre 2020 il gioco era al sesto posto tra i giochi più popolari su Twitch, ed è stato il gioco con maggiori vendite mondiali su Steam per diverse settimane da ottobre a novembre 2020.

## Modalità di gioco
Il giocatore controlla uno dei membri di un gruppo a cui prendono parte fino a quattro giocatori, nel ruolo di urban explorer e cacciatori di fantasmi, a cui è stato assegnato il compito di affrontare le entità che infestano vari edifici quali abitazioni, scuole, prigioni e ospedali. Nel gioco sono presenti 24 tipologie di entità, ognuna delle quali agisce in maniera diversa. I tipi sono i seguenti: Spirito, Wraith, Phantom, poltergeist, banshee, jinn, Mare, revenant, ombra, demone, yurei, oni, yokai, hantu, goryo, myling, onryo, i gemelli, raiju, obake, il mimo, moroi, deogen e thaye. Per scoprire che tipo di entità hanno di fronte, i giocatori devono raccogliere prove su di loro. Lo scopo finale del gioco non è quello di sconfiggere i fantasmi, ma di ottenere abbastanza informazioni su di loro, e alla fine di ogni missione i giocatori vengono pagati. I giocatori comunicano tra loro attraverso una chat vocale che i fantasmi possono sentire e alla quale reagiscono. I giocatori possono utilizzare diversi strumenti durante le loro missioni come torce UV, termometri, misuratori EMF, telecamere a circuito chiuso, crocifissi e tavole ouija. Questi strumenti possono essere usati per diversi motivi tra cui comunicazione, indagine, protezione e raccolta di indizi.

## Sviluppo e pubblicazione

### Pubblicazione
Il gioco venne visto per la prima volta il 6 marzo 2020, quando la sua pagina Steam diventò attiva. Tre mesi dopo, venne pubblicato un trailer che annunciava il supporto VR e la data di uscita per l’accesso anticipato. Il 18 settembre 2020 il gioco venne pubblicato con accesso anticipato ad un costo di 14 dollari. La settimana successiva all'uscita, il gioco subì due aggiornamenti importanti relativi alla correzione di bug. Dknighter, fondatore e unico membro della Kinetic Games, ha espresso la speranza di distribuite il gioco completo nel 2021. Tuttavia, fino a quel momento, la sua intenzione è quella di mantenere il prezzo invariato. Durante lo sviluppo del gioco a seguito dell'uscita con accesso anticipato, uno degli obiettivi principali di aggiornamento era quello di migliorare l’intelligenza artificiale delle entità, rendendoli più astuti e meno prevedibili, facendo sì che fosse più difficile affrontarli. Secondo Kinetic Games, al momento non è prevista un’uscita del gioco su PlayStation 4.

### Popolarità
Nonostante l’uscita a metà settembre, il gioco ha iniziato a raccogliere consensi a inizio ottobre, quando streamer noti su Twitch e YouTuber come SwagDracula, xQc, Jacksepticeye, Sodapoppin e Markiplier iniziarono a giocarci. Un motivo plausibile del successo risiede nell'accesso anticipato al gioco durante l’inizio del periodo di Halloween, così come nella sua somiglianza in popolarità al gioco a cui si ispira, P.T.. È inoltre possibile che una causa sia la seconda ondata della pandemia di COVID-19, che ha fatto sì che molte persone rimanessero a casa. Con l'afflusso di giocatori, dato dalla grande quantità di streamer che hanno giocato al gioco, durante le ultime settimane dalla data di uscita hanno iniziato a circolare degli hacker, che hanno cercato prevalentemente di spaventare all'improvviso i giocatori o di generare una quantità infinita di oggetti. Tra gli esempi relativi all'hackeraggio, sono rilevanti gli stream snipers, che hanno cambiato i modelli dei loro personaggi in modelli tipo NSFW, facendo sì che gli streamer ricevessero avvisi e ban per contenuto inappropriato. Gli sviluppatori hanno iniziato a lavorare su degli aggiornamenti per risolvere il problema.
Su Twitch, il gioco è cresciuto in maniera esponenziale e ha persino raggiunto la classifica dei cinque giochi più visti a metà ottobre, superando titoli come Among Us, Fortnite Battle Royale, FIFA 21, e Genshin Impact. Secondo il tracker di giocatori online GitHyp, il gioco ha raggiunto un picco di oltre i 86 000 giocatori attivi intorno al 10 ottobre 2020. Il gioco è tra i più venduti su Steam, e al 18 ottobre 2020 è stato il gioco più venduto della settimana, battendo anche Fall Guys e i preordini di Cyberpunk 2077. Attualmente, è il gioco più venduto su Steam per due settimane di fila.

## Accoglienza
Phasmophobia ha ricevuto buone recensioni dalla critica. Rich Stanton di PC Gamer lo ha definito “il miglior gioco di fantasmi mai creato”, dichiarando inoltre che è “diverso da qualsiasi gioco a cui abbia mai giocato” e che “salta fuori con delle robe che ti fanno sbiancare”. Anche Cass Marshall, su Polygon, ne ha dato una buona recensione, descrivendolo come un “tipo di horror carino e piacevole” e che “una volta che si comincia, è geniale”, sebbene sostenga che il gioco contiene diversi bug. Jeuxvideo.com lo ha descritto come originale e fantasioso, oltre che inquietante. Ritengono che le mappe siano ben pensate e che il livello di progressione nel gioco sia ideale. Sebbene la recensione critichi il gioco per le animazioni e alcune ridondanze, si pensa che queste avrebbero potuto essere rifinite attraverso costanti aggiornamenti prima della pubblicazione. Una recensione di CBR descrive il gioco come “perfetto per il periodo di Halloween”, lodandolo per i jumpscares unici e il design del suono. Il gioco è stato paragonato ad altri giochi horror simili come Friday the 13th: The Game e Dead by Daylight.

### Premi
| Premio               | Data della cerimonia | Categoria                | Risultato | Fonte  |
| -------------------- | -------------------- | ------------------------ | --------- | ------ |
| The Game Awards 2020 | 10 dicembre 2020     | Miglior gioco al debutto | Vincitore | [ 35 ] |
| Steam Awards 2020    | 3 gennaio 2021       | Gioco VR dell'anno       | Nominato  | [ 36 ] |